# Беломоев, Фёдор Валентинович
Беломоев Фёдор Валентинович (род. 28 августа 1986 года, Санкт-Петербург) — российский предприниматель-изобретатель, сконструировал устройство («Перчатка Брайля»), которое помогает слепоглухим людям видеть и слышать. Лауреат Премии «Импульс добра» за развитие социального предпринимательства (2022).

## Биография
Фёдор Валентинович Беломоев родился 28 августа 1986 в Санкт-Петербурге. Мама — художник, окончила Ленинградское художественное училище имени В. А. Серова.
С 2003 года по 2006 год обучался в РГПУ им. А. И. Герцена по специальности «Философия» и «Мировая художественная культура». В 2019 году окончил Йоркский институт развития предпринимательства (Торонто, Канада) по специальности «Управление некоммерческими организациями». Преподаватель в ИТМО в Санкт-Петербурге, на факультете «Технологического менеджмента и инноваций». Автор собственного курса «Создание технологического бизнеса» для магистров и преподавателей, проводил лекции и семинары по UX дизайну.
В 2008 году основал кейтеринговую компанию «Комильфо». В 2015 году вместе с инженерами разработал специальную перчатку, преобразующую речь в вибрации по шрифту Брайля, клавиатурный коммуникатор, мессенджер для незрячих на базе Telegram.
В начале 2016 года Беломоев и инженер Андрей Дивов начали разработку устройства, которое назвали «Перчатка Брайля». Принцип работы был следующий:
- перчатка по Bluetooth подключалась к мобильному телефону зрячего человека;
- слепоглухой пользователь надевал перчатку и прикасался пальцами к ладони, набирая текст по принципу Брайля;
- специальная программа расшифровывала его и выводила в привычном виде на дисплей

И наоборот — зрячий человек отвечал на сообщение голосом, система распознавала речь, переводила её в текст, а текст — в вибрации на кончиках пальцев перчатки.
В апреле 2016 года Беломоев запустил краудфандинговую кампанию, но собранных денег было недостаточно для реализации проекта. Благодаря помощи бизнес-инкубатора «Ингрия» он познакомился с потенциальными партнёрами, а кроме того — в течение полутора-двух лет ездил по различным конференциям и выставкам..
В 2018 году он продал свой первый бизнес и основал компанию «4Blind», основная цель которой — расширить возможности слепых и слепоглухих людей, а также помочь им преодолеть трудности, с которыми они сталкиваются в повседневной жизни. «Перчаткой Брайля» заинтересовались в Японии и других странах.
Ранее у Беломоева возникла идея другого устройства, схожего с «Перчаткой Брайля» — но в виде планшета или смартфона, и в октябре 2019 года проект получил грант от «Сколково», став резидентом центра. Новое устройство назвали «Perkins» — в честь изобретателя шестикнопочной клавиатуры по Брайлю для печатных машинок. Прежде чем выпускать продукт, Беломоев провёл предпродажи и нашёл клиентов — «Perkins» заказала библиотека для слепых, а также частные лица из Нидерландов и Австралии. Позднее название «Perkins» было заменено на «HaptiBraille»
В начале февраля 2020 года 4Blind заключила контракт с нидерландским фондом Innovative Power, который начал заниматься продажами Perkins в Европе.
4Blind разработало ещё одно устройство — планшет для слепых и слабовидящих людей Braille Pad. Компания анонсировала его в марте 2020 года, выступая в финале конкурса стартапов Toyota Startup Awards.
В 2021 году предприниматель выпустил два новых устройства: первое поможет незрячему человеку не упасть и заранее предскажет, что впереди люк или яма, а второе будет сообщать слепым людям о статусе заряда батареи любых устройств. Параллельно предприниматель продолжает развивать мессенджер для незрячих под названием Bright Guide, который его команда запустила в мае 2019 года.
Фёдор Беломоев разработал множество устройств, методик, программ, на которые получено более 16 патентов по всему миру (Канада, США, Китай) и открыл филиалы в Бостоне (США) и Торонто (Канада).

## Награды
- Премия «Импульс добра» за развитие социального предпринимательства в номинации «Открытие года» (2022)[22]
- Премия имени А. В. Суворова-2019 / Le Prix Souvorov-2019: l’avenir est à la porte à coté (Швейцария) в сфере инноваций[23]
- Победитель WARAKU SUMMIT (Япония, 2018)[24]
- Финалист Всемирного саммита инноваций в области здравоохранения World Innovation Summit for Health (Катар, 2020)[25]
- Азиатская премия в области предпринимательства «AEA 2023» (Япония)[26]
- Toyota Startup Awards (Барселона, 2020)[27]